# 栽培品种

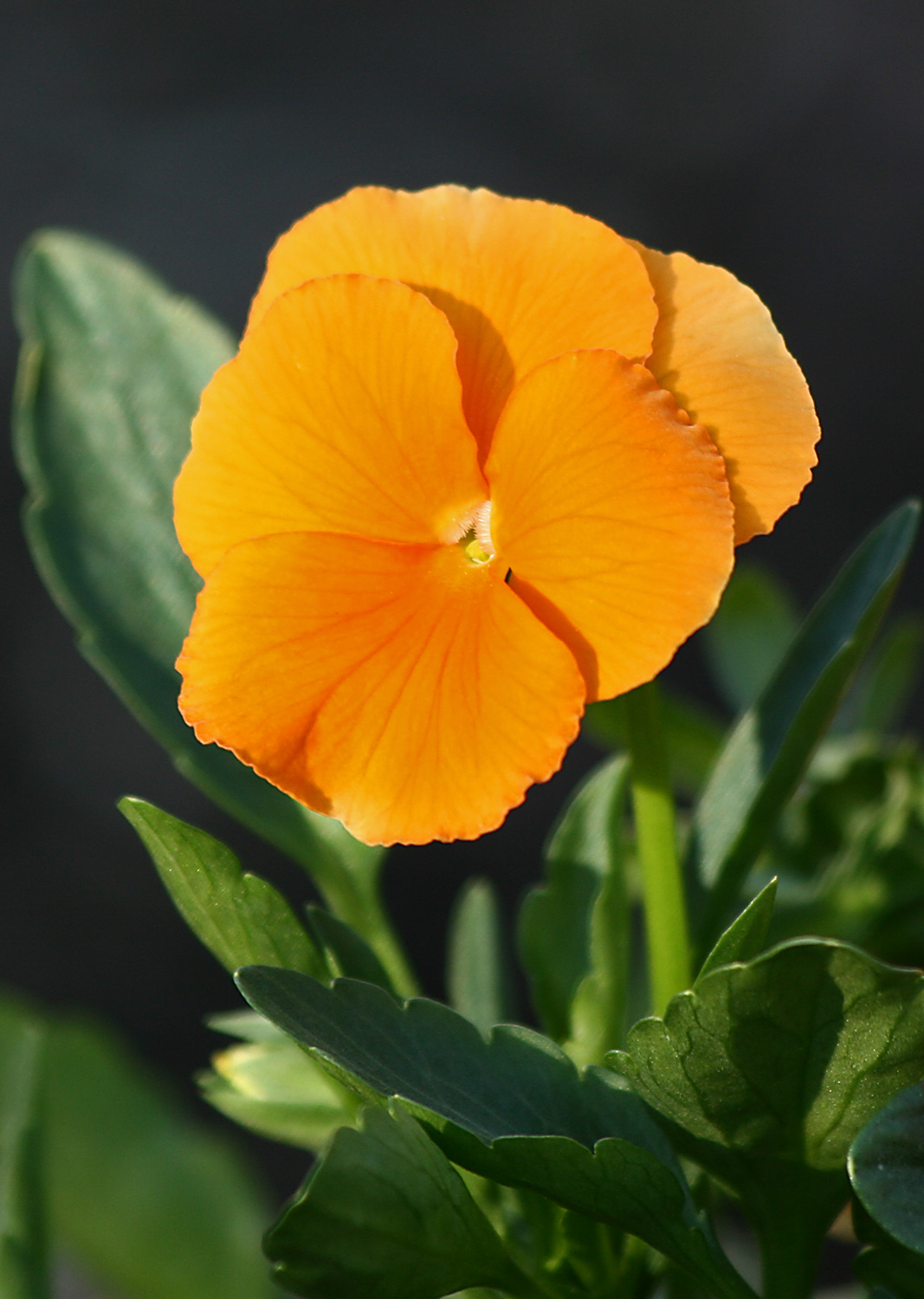
大花三色堇品種

栽培品種（英語：cultivar）是由人工选育具有某种或某些特殊而稳定性状的栽培植物类群，并可以通过有性或无性繁殖延续特征；此术语只用于人类栽培的作物上，它不是一分类阶元，也非自然演化生成。栽培品种简称品種，但动物亦有品种之说，对应的英文单词与栽培品种不同。非专业人士常将种（即物种）错误地称作品种，然而一物种可有多个品种。
由于植物可以无性繁殖，有些栽培品种是某一特殊个体无性繁殖的产物，有些是种内杂交的产物，有些是属下跨种杂交的产物，有些甚至是科下跨属杂交的产物。
「栽培品種」一詞是來自英語中的「栽培」（cultivated）與「變種」（variety），不過栽培品種的意義，與植物學或生物學上所說的變種並不相等。栽培品種根據特徵，有一個專有的名称，以和其他同種植物有所區隔。而命名方式，則是由《國際栽培植物命名法規》來規範。在1959年1月1日以前命名的栽培品種通常有一個拉丁化的名稱，但是如此一來很容易和其種名混淆，因此之後命名的栽培品种改用各地語言來做命名，舉例如下：
（拉丁語）
（來自英語）
（來自日語）

## 外部連結
- Sale point of the Latest Edition (February 2004) of The International Code of Nomenclature for Cultivated Plants
- International Cultivar Registration Authorities （页面存档备份，存于）
- The Language of Horticulture
- Opinion piece by Tony Lord（from The Plantsman magazine）
- HORTIVAR - The FAO Horticulture Cultivars Performance Database （页面存档备份，存于）